# Love Is War
Love Is War è il quinto album in studio della band femminile pop rock estone Vanilla Ninja.

## Tracce[3]
1. Kingdom Burning Down (Kiko Masbaum) - 3:59
2. Dangerzone (Long Version) (Flo Peil) - 3:17
3. The Band That Never Existed - 3:15
4. Rockstarz (Christian Neander, Per Henrik Aldemheim) - 3:25
5. Shadows On The Moon (Flo Peil) - 3:03
6. Black Symphony (Jeff Lebowski, Kent Larsson) - 3:46
7. Pray - 3:34
8. Battlefield (Jeff Lebowski) - 3:07
9. Spirit Of The Dawn - 3:52
10. Insane In Vain (Bassel El Hallak) - 3:17
11. Bad Girls - 3:11
12. Silence - 4:33